# Iglesia de San Francisco (Guayaquil)
La Iglesia de San Francisco, también conocida como Iglesia de Nuestra Señora de los Ángeles, es un templo católico de mayor relevancia dentro de la ciudad de Guayaquil. Fue creado en 1702 por parte de la Orden Franciscana establecida en la ciudad, la cual fue trasladada hacia la Ciudad Vieja a partir de 1693. Inicialmente fue construida de madera, sin embargo, tras los continuos incendios que sufrió Guayaquil, tuvo varias remodelaciones hasta obtener su actual estructura. Es el tercer templo católico más antiguo de la ciudad.

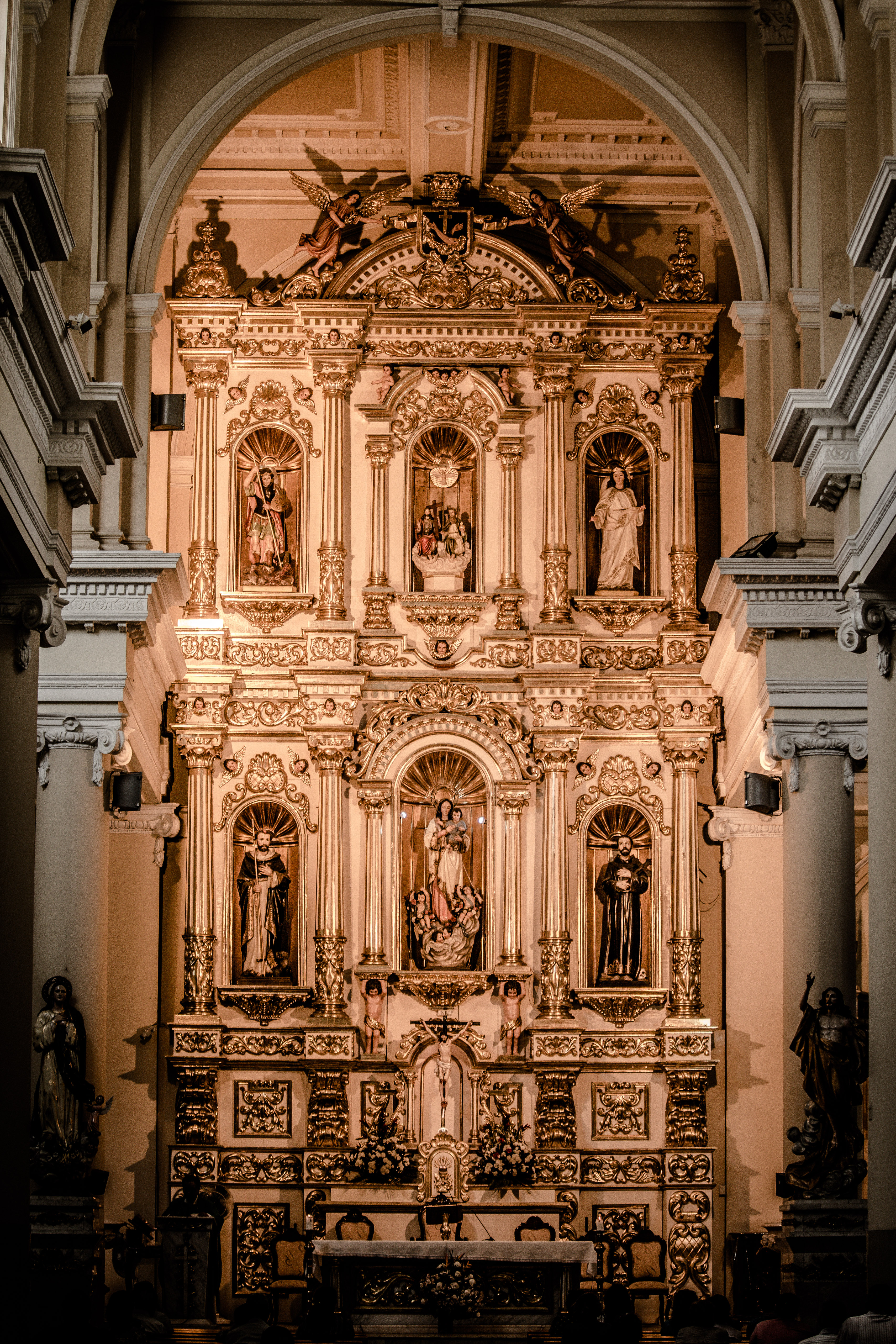
Detalle interior de la Iglesia de San Francisco

## Historia
En 1600 se fundó el convento de San Francisco con un templo el cual era asistido por dos sacerdotes ubicándose en un solar contiguo al puerto de la Marina. Esta primera edificación fue construida por Pedro de Acosta. Este convento se quemó en 1683, aunque en lo posterior fue reconstruido, pero tras los muchos ataques de piratas a la ciudad se volvió a quemar, entonces en 1692 un Cabildo Abierto se reunió con los franciscanos para elegir un nuevo sitio y volver a edificarlo y fue elegido el sitio de la plazuela de Don Francisco Solís.
En 1693 las autoridades de Guayaquil decidieron mudar la ciudad hacia un nuevo emplazamiento, debido a que las faldas del cerro Santa Ana —en donde se ubicó originalmente el poblado— no abastecían la demanda de espacio de construcción de vivienda, al estar cercado por una serie de esteros que durante varios meses al año se inundaban todo el sector. El traslado fue designado hacia un lugar denominado como La Sabaneta, en la cual se asentó la denominada Ciudad Nueva. Pese a las disposiciones de las autoridades de que todos los vecinos de la Ciudad Vieja debían desalojar sus viviendas, una cantidad considerable se negó, por lo cual también se ordenó el traslado de las órdenes religiosas al nuevo emplazamiento.
La Orden Franciscana se trasladó a Ciudad Nueva y construyó un convento en la parte más alejada del poblado en 1702. El nuevo templo franciscano tuvo que afrontar varios incendios y nuevos ataques piratas, además de la oposición de las autoridades de Guayaquil. La edificación fue destruida en el Gran Incendio de 1896. Con las donaciones que hizo doña María Natividad, la reedificación del templo inició el 30 de julio de 1899. Las torres fueron reconstruidas, así como también se ornamentó su interior con quince altares de estilo gótico, esculturas y obras de arte. Esta nueva edificación fue inaugurada en 1902.
La actual edificación del templo fue realizada en 1956, por el ingeniero Modesto Luque Rivadeneira, el cual siguió el modelo de las líneas de la antigua iglesia de madera que existía en los primeros años del siglo XIX.

## Personajes que reposan en sus muros
Antes del incendio de 1896 este templo albergó los restos de grandes ilustres de Guayaquil y el país, cuando se reconstruyó el templo las inhumaciones se dejaron de realizar y se trasladaron al cementerio general. A pesar de esas circunstancias quedan algunos nichos en su mayoría de religiosos que entregaron su vida por la orden Franciscana pero aún quedan nichos de personajes políticos y de renombre del Guayaquil de antaño.
| Nombre                | Ocupación                  | Defunción       |
| --------------------- | -------------------------- | --------------- |
| Thomas Charles Wright | Prócer de la Independencia | Guayaquil, 1868 |

### Personajes que fueron sepultados
Colocaremos a aquellos personajes de la antigüedad que fueron sepultados posterior al Fuego Grande de 1764 hasta que desaparecieron por completo en el  Gran Incendio de 1896.
| Nombre                            | Ocupación                               | Defunción              |
| --------------------------------- | --------------------------------------- | ---------------------- |
| José de Borda y Villaseñor        | Maestre de Campo                        | Guayaquil, 1768        |
| Félix de Llano y Valdés           | Oidor de Charcas y Quito                | Guayaquil, 1766        |
| Urbano Jacobo Erasmo y Herrera    | No especifica el testamento             | Guayaquil, 1768        |
| Hipólito Fusten                   | Doctor                                  | Guayaquil, 1775        |
| Antonio Carrillo y Núñez          | Doctor                                  | Guayaquil, 1776        |
| Pedro de Avilés y Aguirre         | Capitán                                 | Guayaquil, 1778        |
| José Ruiz de Cortazar             | Último Corregidor de Guayaquil          | Guayaquil, 1781        |
| Ignacio de Arteta y Larrabeytia   | Alcalde Ordinario                       | Guayaquil, 1779        |
| Pedro Franco y Navarrete          | No especifica el testamento             | Guayaquil, 1790        |
| Pablo García y Puente             | Capitán de Milicias                     | Guayaquil, 1799        |
| Francisco de Herrera-Campuzano    | Procurador general, ayudante de Milicia | Guayaquil, 1799        |
| José de Gorostiza y Muñoz         | Regidor, Alguacil Mayor                 | Guayaquil, 1809        |
| Juan José de Gastañaga y Lasurica | Comerciante                             | Guayaquil, 1818        |
| Juan de Enríquez y Navarro        | Comerciante                             | Guayaquil, 1819        |
| Pedro Gonzales y de Los Reyes     | No especifica el testamento             | Guayaquil, 1821        |
| José de Antepara                  | Prócer de la Independencia              | Huachi, 1821           |
| Jacinto de Bejarano               | Prócer de la Independencia              | Guayaquil, 1821 o 1822 |
| José Joaquín de Olmedo            | Poeta, Político                         | Guayaquil, 1847        |
| Antonio Neumane                   | Compositor                              | Quito, 1871            |

## Ubicación
La iglesia de San Francisco se encuentra ubicada en el centro urbano de la ciudad Guayaquil, en la avenida Nueve de Octubre en su intersección con la calle Pedro Carbo. Se encuentra contiguo a la Plaza homónima —en la cual figura la estatua de Vicente Rocafuerte—, estando frente al edificio sede de la Junta de Beneficencia de Guayaquil.

### Galería

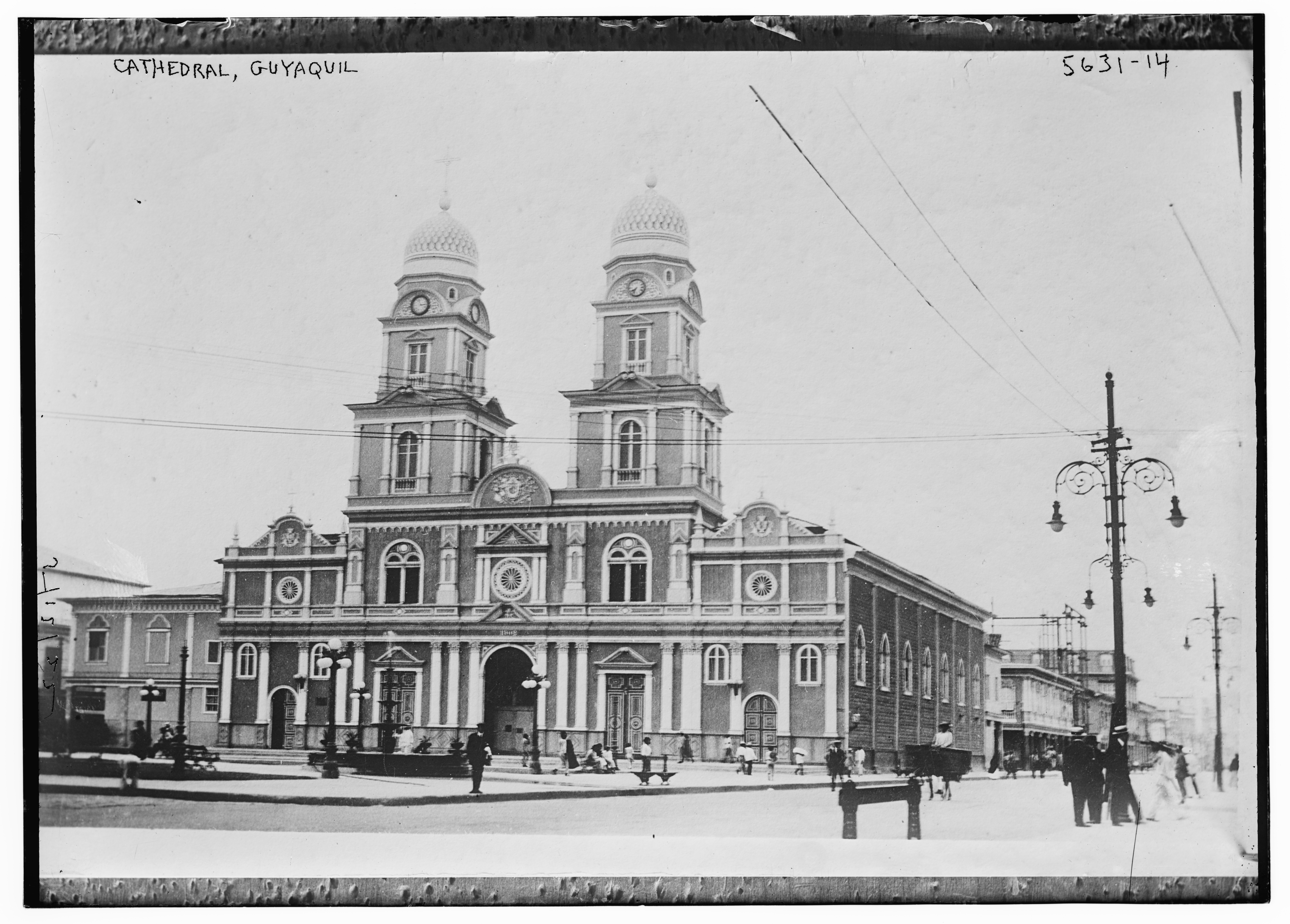
Iglesia de San Francisco en 1900
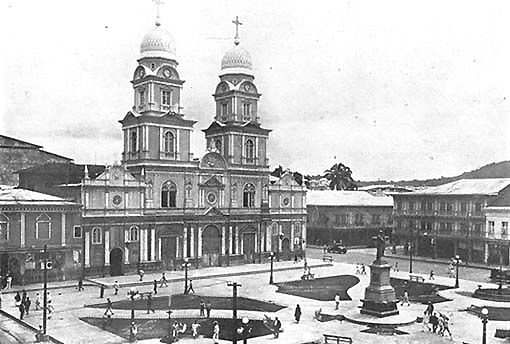
Iglesia de San Francisco de Guayaquil en 1928
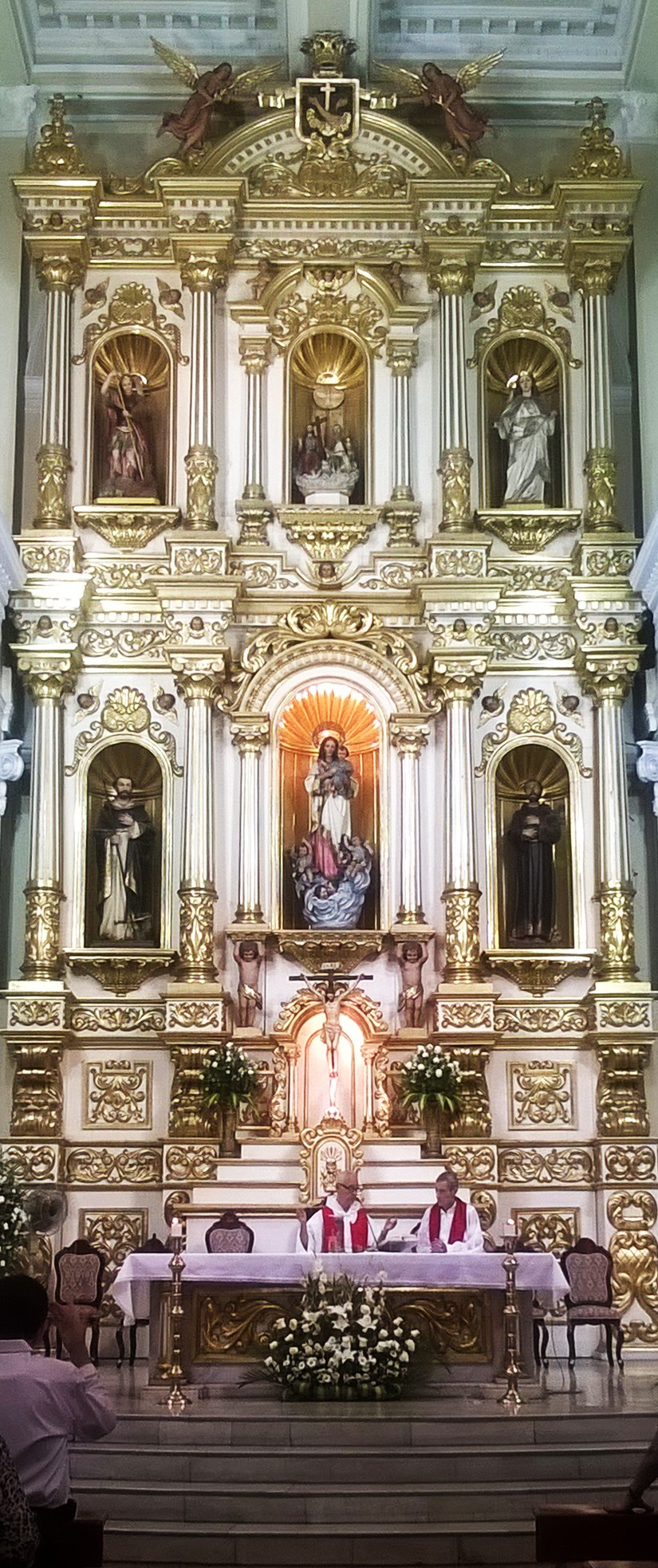
Interior de la Iglesia
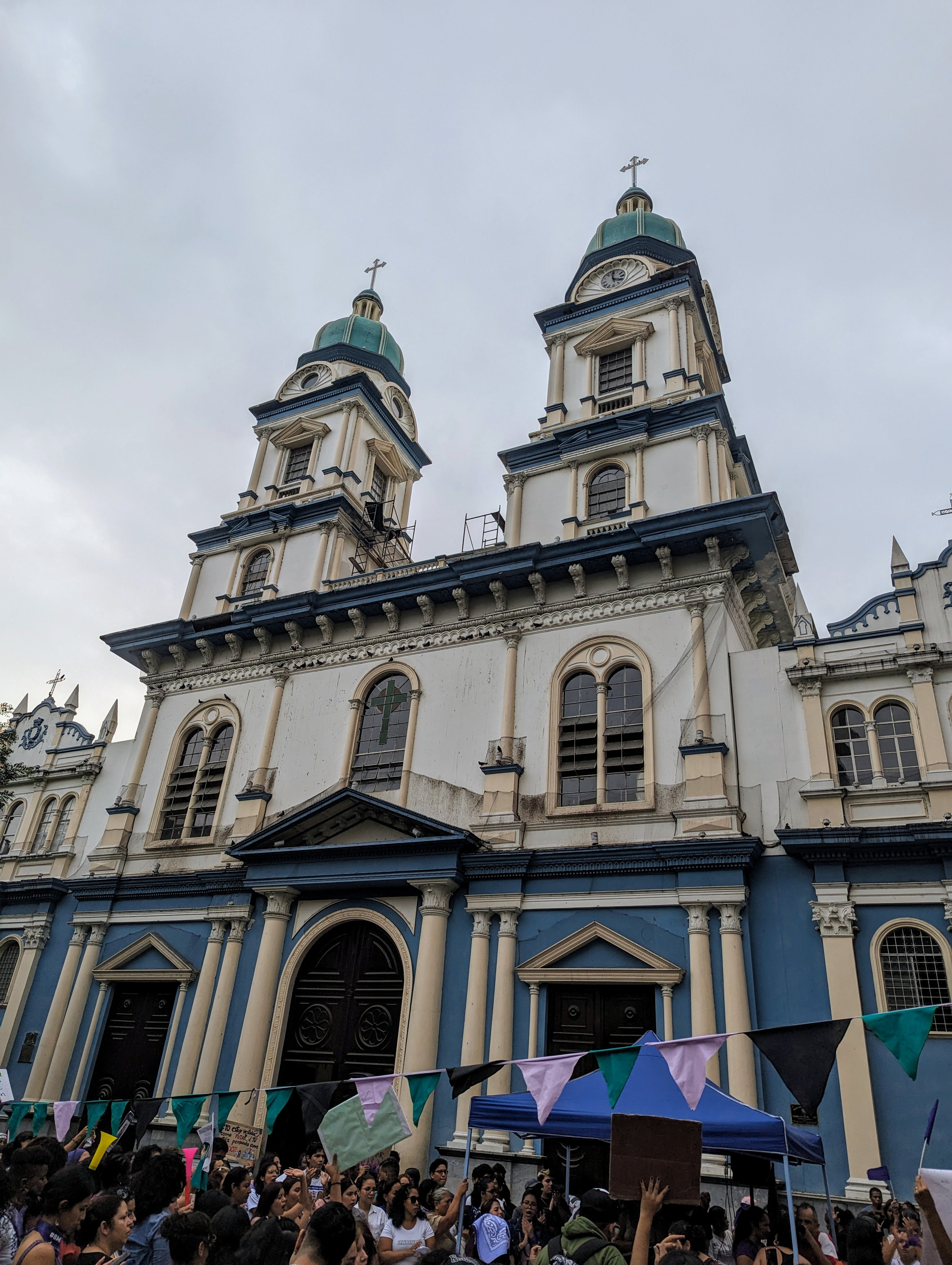
Fachada de la Iglesia
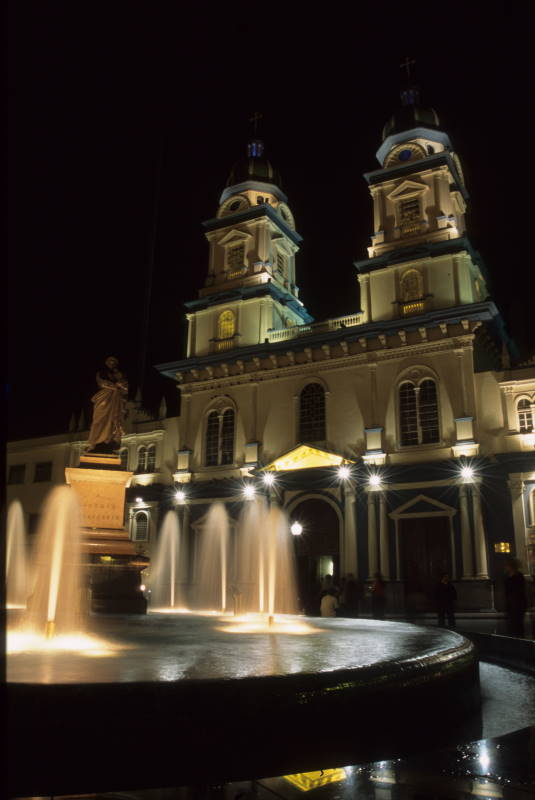
Iglesia en la noche